# NBA Elite 11
NBA Elite 11 iba a ser la edición 2010, y también la primera, de la serie NBA Elite (anteriormente NBA Live), desarrollado y publicado por Electronic Arts. Su portada era Kevin Durant de los Oklahoma City Thunder e iba a ser publicado en 2011.
 
El 2 de noviembre de 2010, EA Sports anunció finalmente la cancelación del NBA Elite 11, debido a problemas con la mejora de su jugabilidad

## Características
Los controles del NBA Elite 11 han sido totalmente renovados. Va a haber un nuevo esquema de utilización del analógico derecho. Las animaciones han cambiado respecto a juegos pasados. El tiro va a necesitar mucha más habilidad, porque se realizará con el analógico derecho en lugar de un botón.

## Become Legendary
Se incluirá un nuevo modo, Become Legendary. Este modo consistirá en crear un jugador y llevarlo a la cima del básquet mundial. Será parecido al modo Be a Pro del FIFA.

## Soundtrack
- J. Cole - "The Plan"
- María Isabel - "Toc Toc (Shop, Shop)"